# Josep Garriga i Llavina
Josep Garriga i Llavina   (Tordera, 20 de març de 1960) va ser jugador i entrenador d'hoquei sobre patins, especialment vinculat amb el Club Patí Tordera, on hi jugà durant vint anys en tres etapes diferents. Campió d'Europa de seleccions l'any 1979 amb la Selecció d'hoquei sobre patins masculina d'Espanya.

## Trajectòria
Garriga va ser un davanter format al Club Patí Tordera. L'any 1977, amb tan sols disset anys, ja va debutar amb la selecció espanyola d'hoquei sobre patins en un partit disputat a Porto. Durant el servei militar va estar cedit pel CP Tordera al Tenerife La Salle. A les files del CP Tordera, pujaria fins a Divisió d'Honor, on arribarien a finalitzar subcampions la temporada 1979-80. Garriga es convertiria amb el màxim golejador de la temporada 1978-79.
L'any 1979 guanya amb la selecció espanyola el Campionat d'Europa d'hoquei sobre patins masculí disputat a Barcelona.
L'any 1982 fitxa pel Liceo de La Corunya, on hi guanyarà la Lliga de 1983 i la Copa de 1984. Posteriorment, retornaria al CP Tordera, on guanyaria la Copa de la CERS de 1986, derrotant al Bassano Hockey 54 a la final.
La temporada 1986-87 la disputarà a Itàlia a les files del HC Monza, retornant a la següent temporada al CP Tordera, on disputaria tres temporades més a Divisió d'Honor, passant posteriorment al CH Lloret de Primera Divisió a la temporada 1990-91 on es retirà. Anys més tard, al CH Jonquerenc faria d'entrenador i jugador a Primera Divisió.
Un cop retirat, al llarg de la dècada del 2000 dirigí diversos equips de la màxima categoria com el CP Vic, el CH Mataró i el Blanes HC, així com a diversos equips base del CP Tordera.
Actualment, amb més de seixanta anys, encara disputa la Lliga Catalana de Veterans amb el CT Barcino.

## Palmarès
- 1 Campionat d'Europa: 1979 (Espanya)
- 1 Copa de la CERS: 1986 (Tordera)
- 1 Lliga: 1983 (Liceo)
- 1 Copa: 1984 (Liceo)